# Speed (nhóm nhạc Hàn Quốc)
Speed (Tiếng Triều Tiên: 스피드) là một nhóm nhạc thần tượng của Hàn Quốc được thành lập bởi Core Contents Media. Gồm các thành viên nam: Jungwoo (còn được gọi là 'Yoosung'), Taewoon, Sungmin, và thành viên mới bổ sung: Jongkook trong n 2011, Sejoon, Yoohwan, và Taeha vào năm 2012. Năm 2014 Taewoon chính thức ra khỏi nhóm đi theo con đường rap solo và thêm vào thành viên Ki-O.

## Lịch sử

### 2010-2011: Co-Ed School và các nhóm nhỏ
Co-Ed School ra mắt vào tháng 10 năm 2010 với đĩa đơn "Too Late". Mini album của họ  Something That Is Cheerful and Fresh được phát hành vào ngày 28 tháng 10 năm 2010. Core Contents Media thông báo nhóm sẽ được chia thành hai nhóm nhỏ trong năm 2011. Các thành viên nữ: Soomi, Chanmi, Hyoyoung, Hyewon và thành viên mới Eunkyo sẽ lập thành nhóm F-ve Dolls. Sau khi nhóm ra mắt, họ đã trở lại vào cuối năm, và tạm hoãn sự ra mắt nhóm nhạc nam. Ngày 04 tháng 11 năm 2011: thành viên Kangho đã rời khỏi nhóm để tập trung vào sự nghiệp diễn xuất. Anh được thay thế bằng Shin Jong Kook và ra mắt đầu năm 2012.

### 2012: Ra mắt với "Lovey-Dovey Plus" và sự thay đổi
Vào cuối tháng 1, tên nhóm nhỏ là Speed được công bố, họ phát hành đĩa đơn "Lovey Dovey Plus" phỏng theo hit Lovey-Dovey của T-ara. Thành viên cũ của T-ara là Ryu Hwayoung và chị em của cô là Ryu Hyoyoung (nhóm F-ve Dolls) có xuất hiện trong các video nhạc. Speed phát hành đĩa đơn với hai tuần quảng bá trên các chương trình âm nhạc.
Vào tháng 2, trưởng nhóm F-ve Dolls là Soomi rời khỏi nhóm, cô được thay thế bằng Nayeon, sau đó CCM bổ sung thành viên Park Sejoon vào nhóm Speed. Core Contents Media chuyển Coed School cho công ty con GM Contents Media. Vào tháng 9, Kwanghaeng và Noori rời nhóm, và sau đó được thay thế bằng Yoohwan và Taeha trong tháng 10. Nhóm sau đó đã được chuyển lại về Core Contents Media (nay là MBK)

### 2013:Superior Speedrepackage và thêm thành viên mới
Nhóm chính thức ra mắt vào cuối tháng 12 năm 2012 và phát hành đĩa đơn "It's Over". Vào 6 tháng 1, hai video nhạc của bài hát "Sad Promise" được phát hành có sự tham gia của Kang Minkyung (Davichi) trong đĩa đơn kỹ thuật số: "Speed of Light". Một phiên bản vũ đạo và phiên bản drama có sự tham gia của Park Bo-young, A Pink's Naeun, Ji Chang-wook, và Ha Seok-jin. Vào 14 tháng 1 năm 2013, họ phát hành album đầu tay "Superior SPEED" cùng với hai video nhạc của ca khúc chủ đề "It's Over": 1 phiên bản dance và 1 phiên bản drama phần 2 của "Sad Promise". Bài hát được sản xuất bởi Shinsadong Tiger và Park Bo-young (cũng là người đóng vai chính trong phiên bản drama của video nhạc). Speed trở lại sau chương trình quảng bá album đầu tay của mình với một album làm lại: Blow Speed. Ngày 20 tháng 2 năm 2013, album làm lại đã được phát hành, cùng với các video nhạc của ca khúc chủ đề: 통증 (Pain).

### Nhóm độc lập
Công ty quản lý ban nhạc thông báo nhóm nhạc Co-Ed School sẽ tách thành 2 nhóm hoàn toàn độc lập là SPEED và F-ve Dolls.

## Tan rã:
Nhóm chính thức tan rã vào 2016, tất cả các thành viên đều rời khỏi MBK Entertainment trừ Ki-O (chuẩn bị debut với IM66).

## Các thành viên

### Thành viên cũ
| Nghệ danh        | Nghệ danh | Tên thật       | Tên thật | Ngày sinh         |
| Latinh           | Hangul    | Latinh         | Hangul   | Ngày sinh         |
| ---------------- | --------- | -------------- | -------- | ----------------- |
| Kwanghaeng       | 광행      | Lee Kwanghaeng | 이광행   | 20 tháng 1, 1990  |
| Jungwoo/ Yoosung | 정우      | Kim Jeong-woo  | 김정우   | 9 tháng 5, 1990   |
| Taewoon          | 태운      | Woo Ji-seok    | 우지석   | 11 tháng 5, 1990  |
| Yuhwan           | 유환      | Kim Yoo-hwan   | 김유환   | 29 tháng 7, 1991  |
| Kangho           | 강호      | Park Yong-soo  | 박용수   | 14 tháng 12, 1991 |
| Taeha            | 태하      | Oh Sung-jong   | 오성종   | 4 tháng 3, 1992   |
| Noori            | 누리      | Kang In-oh     | 박용수   | 3 tháng 3, 1993   |
| Jongkook         | 종국      | Shin Jong-kook | 신종국   | 8 tháng 9, 1993   |
| Sejoon           | 세준      | Park Se-joon   | 박세준   | 10 tháng 12, 1993 |
| Ki-O             | 기오      | Oh Seung-ri    | 오승리   | 14 tháng 5, 1994  |
| Sungmin          | 성민      | Choi Seong-min | 최성민   | 7 tháng 12, 1995  |

## Danh sách đĩa nhạc
Album phòng thu
- 2013: Superior Speed

Album làm lại
- 2013: Blow Speed

EP's
- 2013: TBA

Đĩa đơn kỹ thuật số
- 2012: Hommage to Lovey-Dovey
- 2013: Speed of Light

Đĩa đơn quảng bá
- 2012: Lovey-Dovey Plus
- 2013: 슬픈약속 (That's My Fault)
- 2013: It's Over
- 2013: 통증 (Pain)
- 2014: Circus
- 2015: SPEED ON

## Danh sách video

### Các video nhạc
| Năm  | Tựa đề                                 | Độ dài | Chú thích                                                                     |
| ---- | -------------------------------------- | ------ | ----------------------------------------------------------------------------- |
| 2012 | Lovey Dovey Plus Ver.1                 | 4:10   | Cùng T-ara Ryu Hwa Young và 5dolls's Ryu Hyoyoung.                            |
| 2012 | Lovey Dovey Plus Ver.2                 | 4:16   | Cùng T-ara Ryu Hwa Young và 5dolls's Ryu Hyoyoung.                            |
| 2013 | 슬픈약속 "That's My Fault" (Bản Drama) | 13:17  | Bản Drama, cùng Park Bo-young, A Pink's Naeun, Ji Chang-wook, và Ha Seok-jin. |
| 2013 | 슬픈약속 "That's My Fault" (Bản Dance) | 4:18   | Cùng Davichi's Kang Minkyung                                                  |
| 2013 | It's Over (Bản Drama)                  | 14:30  | Bản Drama, cùng Park Bo-young, A Pink's Naeun, Ji Chang-wook, và Ha Seok-jin. |
| 2013 | It's Over (Bản Dance)                  | 3:36   | Cùng diễn viên Park Bo-young.                                                 |
| 2013 | Never Say Goodbye                      | 1:30   |                                                                               |
| 2013 | 통증 (Pain)                            | 3:31   |                                                                               |
| 2014 | Why I'm Not?                           | 3:53   |                                                                               |
| 2014 | Don't Tease Me (MV)                    | 3:58   |                                                                               |
| 2014 | Don't Tease Me (Dance)                 | 3:18   |                                                                               |
| 2014 | Zombie Party (MV)                      | 4:11   |                                                                               |
| 2014 | Zombie Party (Dance)                   | 3:22   |                                                                               |
| 2014 | Look At Me Now                         | 3:51   |                                                                               |

## Giải thưởng và đề cử
| Năm  | Giải                         | Hạng mục                                                         | Kết quả   |
| ---- | ---------------------------- | ---------------------------------------------------------------- | --------- |
| 2013 | Cyworld Digital Music Awards | Tân binh của tháng (tháng 1) ("It's Over" (feat. Park Bo-young)) | Đoạt giải |